# Schizonycha usambarica
Schizonycha usambarica är en skalbaggsart som beskrevs av Moser 1914. Schizonycha usambarica ingår i släktet Schizonycha och familjen Melolonthidae. Inga underarter finns listade i Catalogue of Life.